# キャス・ギルバート

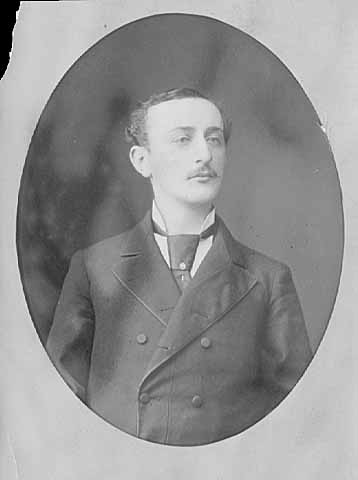
キャス・ギルバート

キャス・ギルバート（英: Cass Gilbert、1859年11月29日 - 1934年5月17日）は、アメリカ合衆国の建築家である。ウールワースビルに代表される超高層建築の主唱者であるとともに、アメリカ合衆国最高裁判所をはじめ、数多くの美術館、図書館、州会議事堂など、象徴的公共建築物を手がけた。彼の作品がボザール様式を採用しているのは、アメリカという国がギリシャから民主主義を、ローマから法治主義を、ルネサンスから人文主義を受け継いだと自負する楽観的史観に基づいているからであるといわれている。

## 出自
オハイオ州ゼインズビルに3人兄弟の次男として生まれ、遠縁である政治家のルイス・キャスにちなんでキャスと名づけられた。ギルバートの父は当時、合衆国沿岸調査員と呼ばれていた調査の仕事をしていた。9歳で父を亡くした後、ミネソタ州セントポールに移り、女手一つで育てられた。ミネアポリス近郊のプレパラトリー・スクールからマカレスター大学に進むが、中途退学。17歳でセントポールのアブラハム・M・ラドクリフ事務所に入所、建築家としてのキャリアをスタートする。1878年、マサチューセッツ工科大学建築学科に入学した。

## 経歴
一時マッキム・ミード・アンド・ホワイト（McKim, Mead, and White）事務所に在籍した後、ジェームス・ノックス・テイラーとともにセントポールに事務所を開設。ミネソタ州で一連の住宅、事務所建築の依頼を勝ち取っていく。セントポールのサミット通りには傑作であるエンディコットビルをはじめ、今日もなお注目に値する作品が数多く残されている。ニューヨーク市のアレクサンダー・ハミルトン合衆国税関：現在は ジョージ・グスタフ・ヘイ・センター が入居している）の設計依頼を受けたことが、躍進のきっかけとなった。

## 建築史における影響
ギルバートは、超高層ビルのパイオニアであると考えられている。これはウールワースビルの設計という未知なる仕事をなしとげたこと、そして鋼構造を外装材で覆うという手法が、何十年にもわたってスタンダードであり続けたことが評価されてのことである。ただし、すでに超高層建築において、シカゴ派の建築家たちが成果をあげていたことを彼が認識していたことは明らかであり、さらには、一時、著名なダニエル・バーンハム事務所との合併を検討していたという事実を付け加えておかなければならない。モダニストたちは、彼の作品を受け入れた。ウールワースビルは、写真家アルフレッド・スティーグリッツや画家ジョン・マリンの有名な一連の作品によって、不朽の名作へと押し上げられた。あのフランク・ロイド・ライトでさえ、その装飾には批判を加えたものの、建物の形状ラインについては賞賛をもって迎えたのである。
ギルバートは、ニューヨークおよびシンシナティにおける超高層ビルの数々、オベリン大学およびテキサス大学のキャンパス、ミネソタ、ウェスト・バージニア、アーカンソー各州の州会議事堂、ジョージ・ワシントン・ブリッジの橋脚装飾計画、ニュー・ヘイヴン・ユニオン・ステーションを含む数々の鉄道駅、そしてワシントンD.C.の最高裁判所と、次々と作品を手がけ、アメリカで最初のセレブリティとなった建築家の一人といえる。モダニズム世代の建築家の中には、彼の評価を否定する者もいたが、彼は、マンハッタンの革新的モダニズム建築であるロックフェラー・センターの設計を指導、承認した設計委員の一人でもあり、多くの批判に見られるよりもずっと折衷的な本質を持っていたとみなすことができる。
オースティンのテキサス大学にある二つの作品、サットン・ホール（1918年）とバトル・ホール（1911年）は、歴史主義建築のアメリカ国内最高傑作として、広く建築史家に認知されている。スペイン地中海様式で建てられた二つの建物は、1920年代から30年代のキャンパス拡大時に様式上の手本となっただけでなく、国内全域に広がっていった。

## 代表作

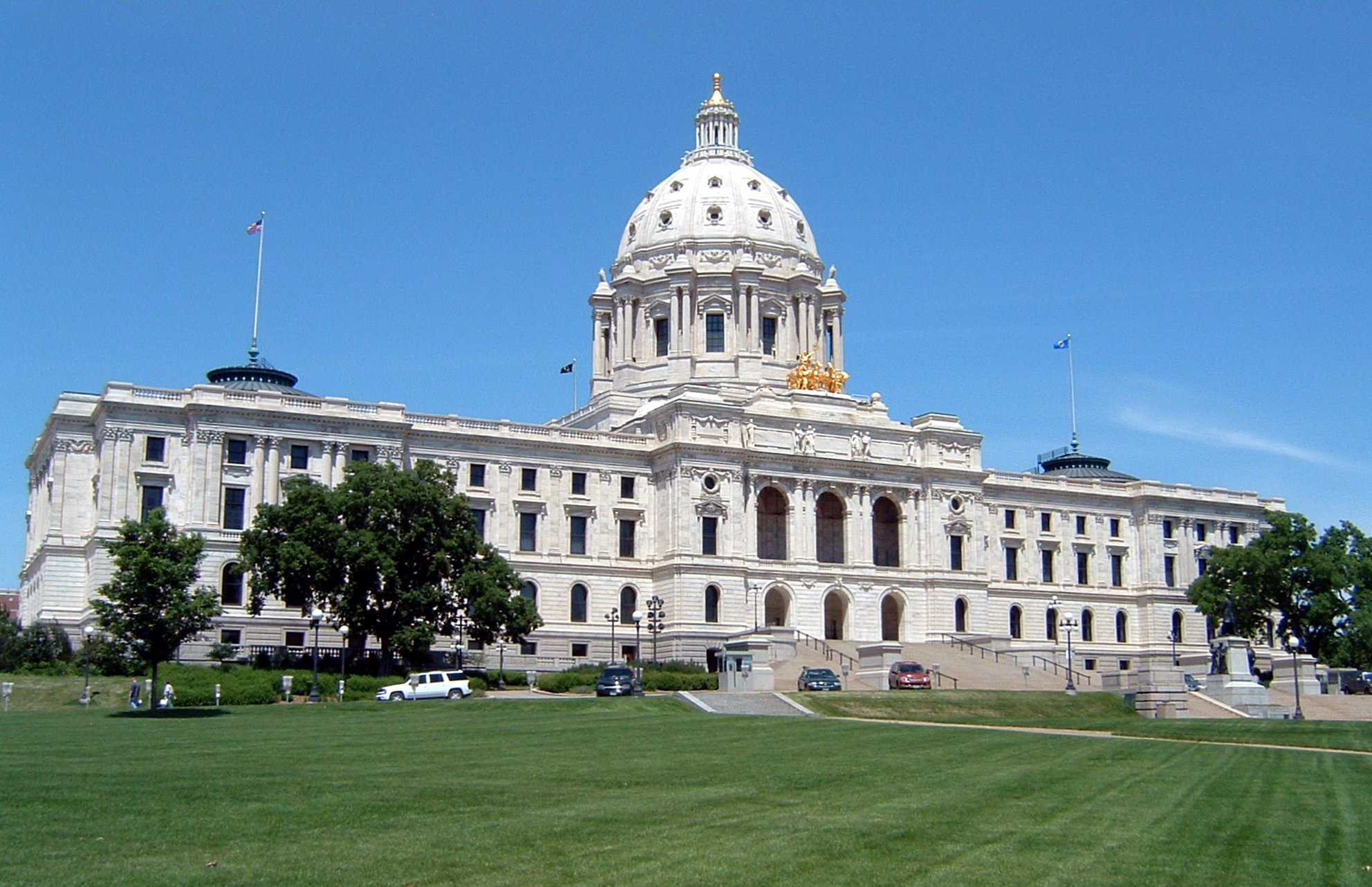
ミネソタ州会議事堂、1895年 – 1905年

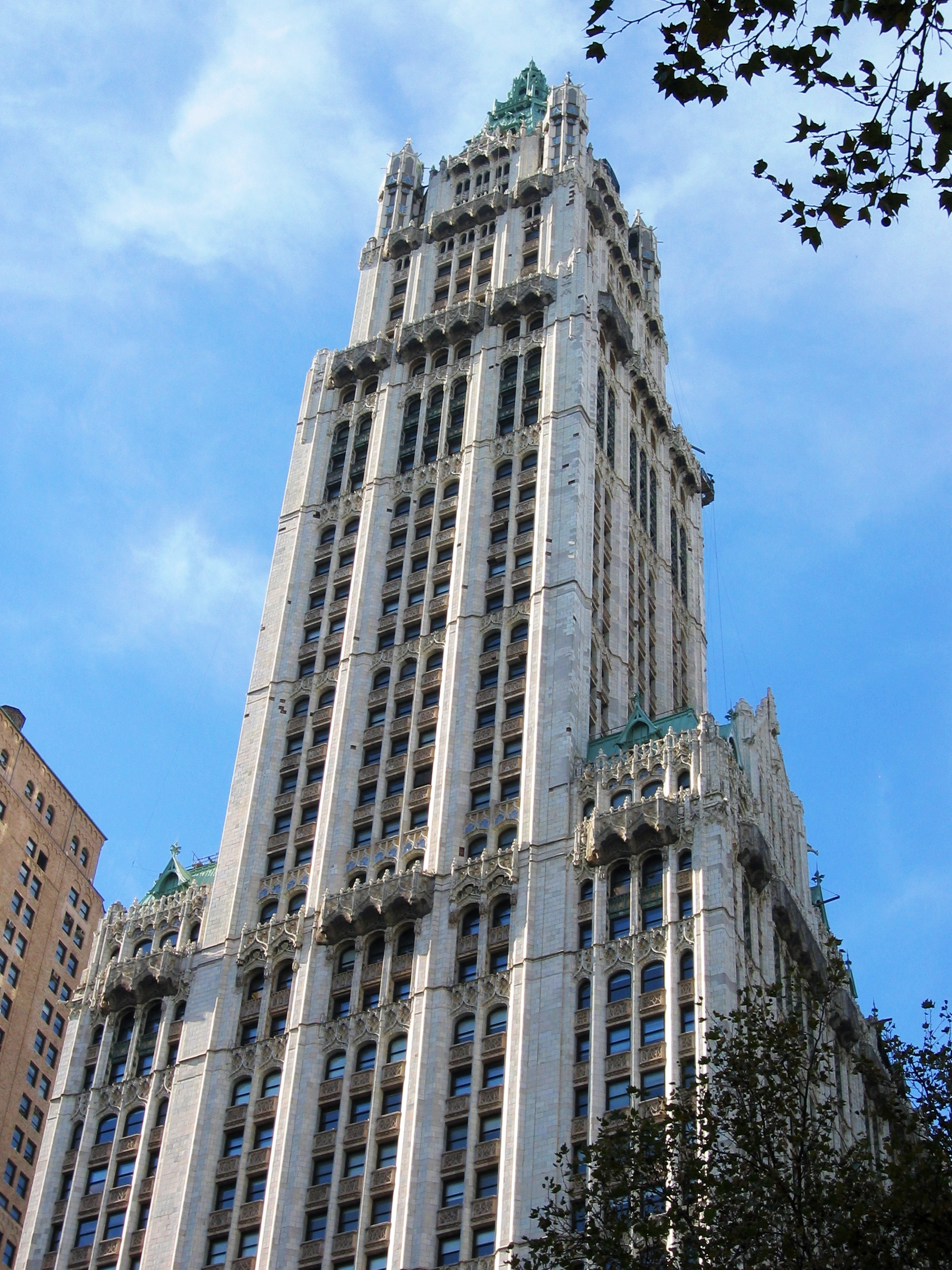
ギルバート設計のウールワースビルは、1913年の建設当時、世界で一番高い建築物だった。

セントポール神学校（Saint Paul Seminary）
ミネソタ州、セントポール、1984年、1913年
クレティンホール、ローラスホール、サービスセンター、グレースホール（以上現存）、教室棟、食堂、管理棟。グレースホールは1913年、その他は1894年に、ジェームス・ヒルから依頼された。
ミネソタ州会議事堂
ミネソタ州、セントポール、1895年 - 1905年
洗練されたルネッサンス様式であり、アメリカ合衆国議会議事堂の単なるレプリカにとどまらない。ギルバートがジョージア州に大理石を注文したとき、地元紙は大騒ぎをしたが、支柱のない円筒に半球ドームを載せた建築物に、州の両院と最高裁判所を収めた姿はすばらしく高貴であったため、後にウェストバージニアおよびアーカンソーの二州もギルバートに州会議事堂の設計を依頼することになる。その組積造のドームは、鉄製の箍で締め付けられている。
ブロードウェイ・チャンバースビル（The Broadway-Chambers Building）
ニューヨーク、ブロードウェイ277番地、1899年 - 1900年
ギルバートの、ニューヨークにおける最初の作品。
アレクサンダー・ハミルトン合衆国税関
ニューヨーク、1902年 - 1907年
ローワーマンハッタンのボウリング・グリーン公園に面している。
セントルイス美術館
ミズーリ州、セントルイス、1904年
セントルイス万博のために建てられた。同美術館はこの博覧会で唯一、常設パビリオンとして建てられたものである。
90 ウエスト・ストリート（90 West Street, New York City）
ニューヨーク、1905年 - 1907年
アメリカ同時多発テロ事件によって深刻な被害を受けたが、完全に修復を済ませている。
メタル銀行ビル（Metals Bank）
モンタナ州ビュート、1906年
三代目銅王であるF. Augustus Heinzeの依頼で建てられた鉄骨造7階建のビル。ビュートでは、1901年に建てられたHirbour Building（8階建）に次ぐ高層建築となった。
ミネソタ大学、ミネアポリスキャンパスの一連のマスタープラン
1907年
スパルディング・ビルディング
オレゴン州ポートランド
12階建ての初期高層ビル。
テキサス大学バトルホール （Battle Hall, The University of Texas）
テキサス州オースティン、1911年
セントルイス公立図書館（Saint Louis Public Library）
ミズーリ州、セントルイス、1912年
厳密な古典様式に基づく建築であり、4つの中庭に囲まれた卵形の中央棟を持つ。外部のファサードは、メイン州産の御影石で田舎風にできており、自立している。オリーブ通り側の面は、大理石の浅い浮き彫りのレリーフが、巨大なアーチ状に配列されている。突き出した3スパンの柱間は、スライスされた凱旋門のようであり、記念碑的な玄関となっている。背面はサンクンガーデンに面している。内装は、光を透す床が特徴的である。雑誌閲覧室の天井は、ミケランジェロのラウレンツィアーナ図書館（Biblioteca Mediceo Laurenziana）の天井をもとにしている。
ウールワース・ビルディング（Woolworth Building）
ニューヨーク、1913年
磨き上げられたテラコッタ・パネルで覆われた、ゴシック様式の超高層ビル。ロビーのレリーフにはフランク・ウールワースとギルバートの姿が描かれており、ウールワースは5セント硬貨と10セント硬貨を手にしている。
コネチカット州、リッジフィールド（Ridgefield, Connecticut）の噴水
1914年 - 1916年
ルート33と35の交差点にある。一時この町の住人であったギルバートが設計し、町に寄贈したもの。2004年、酒酔い運転の車がこの噴水に突っ込み、完全に破壊されたが、その後復刻された。
アレン記念美術館（Allen Memorial Art Museum）
オハイオ州、オベリン（Oberlin）、オベリン大学内、1917年
ブルックリン陸軍端末局（Brooklyn Army Terminal）
ニューヨーク、ブルックリン、サンセットパークエリア、1918年
デトロイト公立図書館（Detroit Public Library）本館
ミシガン州、デトロイト、1921年
第一師団記念碑（The First Division Monument）
ワシントンD.C.プレジデンツパーク、1924年
ウェストバージニア州会議事堂（West Virginia State Capitol）
ウェストバージニア州チャールストン、1924年 - 32年
ジェームス・スコット記念噴水（The James Scott Memorial Fountain）
ミシガン州デトロイト、ベルアイル島（Belle Isle）、1925年
ジョージ・ワシントン・ブリッジ橋脚装飾被覆
ニューヨーク、1926年
実現されず。
ニューヨークライフビル
ニューヨーク、1926年
在カナダ・アメリカ大使館（US Embassy Building）
オンタリオ州、オタワ、1932年
アメリカ合衆国最高裁判所
ワシントンD.C.、1932-35年
ギルバート最後の作品であり、完成は彼の死の一年後、息子のキャス･ギルバートJr.の代に譲られた。コリント式による巨大なローマ神殿を、これよりもわずかに低層の屋根が十字型に貫く形状となっている。中央のレリーフには、法の下の平等の文字が鮮やかに刻まれている。ペディメントの自由の守護神や偉人（モーセや孔子、ソロンといった偉大な立法者）たちの彫像は、彫刻家ハーモン・アトキンス・マクニール（Hermon Atkins MacNeil）によって彫られたものである。

## アーカイブ
ギルバートの手になる図面、文書は、ニューヨーク歴史協会、ミネソタ歴史協会、およびアメリカ議会図書館に保存されている。